# Тіофани
Тіофани — це клас речовин, які є циклічними насиченими сполуками з гетероатомом Сульфуру в циклі. Вони можуть бути як п'ятичленними, так і шестичленними. До них відносять тетраметиленсульфід, пентаметиленсульфід тощо. Ці сполуки були знайдені в нафті. За фізичними властивостями це прозорі рідини з неприємним запахом.